# Yucatáni nyársasszarvas
A yucatáni nyársasszarvas (Mazama pandora) az emlősök (Mammalia) osztályának párosujjú patások (Artiodactyla) rendjébe, ezen belül a szarvasfélék (Cervidae) családjába és az őzformák (Capreolinae) alcsaládjába tartozó faj.

## Rendszertani helyzete
Manapság önálló fajnak tekintett, de korábban vagy a Guazauvirá-szarvas (Mazama gouazoubira) (Fischer, 1814) vagy pedig a vörös nyársasszarvas (Mazama americana) (Erxleben, 1777) alfajának vélték.

## Előfordulása
A yucatáni nyársasszarvas fő előfordulási területe a mexikói Yucatán-félszigeten van. Belizében és Guatemalában is vannak állományai. Habár a nedves, trópusi esőerdőket kedveli, ez a nyársasszarvas a nyíltabb és szárazabb területeken is megél.

## Megjelenése
A Guazauvirá-szarvastól és a vörös nyársasszarvastól az agancs és koponya alakjáról lehet megkülönböztetni. Élőhelyét megosztja a közép-amerikai nyársasszarvassal (Mazama temama) Kerr, 1792; kettőt a szőrzet színe alapján lehet megkülönböztetni, hiszen a yucatáni nyársasszarvas szürkésbarna, míg a másik teljesen vörös színű.

## Képek

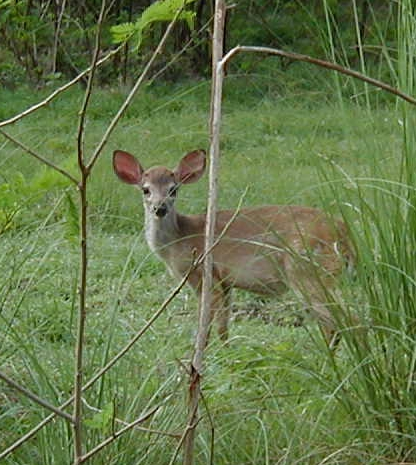
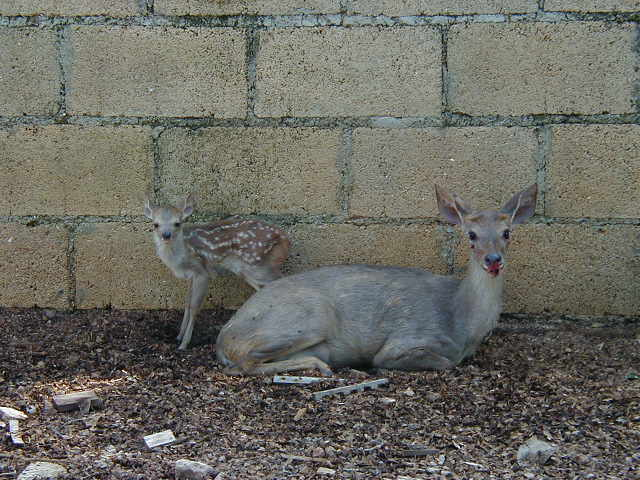

### Fordítás
- Ez a szócikk részben vagy egészben  a   Yucatan brown brocket című angol Wikipédia-szócikk ezen változatának fordításán alapul.  Az eredeti cikk szerkesztőit annak laptörténete sorolja fel. Ez a jelzés csupán a megfogalmazás eredetét és a szerzői jogokat jelzi, nem szolgál a cikkben szereplő információk forrásmegjelöléseként.